# Saint-Prix (Allier)
Saint-Prix é uma comuna francesa na região administrativa de Auvérnia-Ródano-Alpes, no departamento Allier. Estende-se por uma área de 21,54 km². Em 2010 a comuna tinha 822 habitantes (densidade: 38,2 hab./km²).